# Olympique Casablanca
Olympique Casablanca (arab. ‏الكوكب المراكشي‎) – dawny marokański klub piłkarski grający w 1. lidze aż do końca swojego istnienia. Posiada swoją siedzibę w mieście Casablanca.

## Historia
Klub został założony w 1904. W 1994 osiągnął pierwszy sukces – wywalczył mistrzostwo Maroka. Klub został rozwiązany w 1995 łącząc się z Rają Casablanca.

## Sukcesy
- Mistrzostwa Maroka:

mistrz: 1994
wicemistrz: 1995
- Coupe du Trône:

zwycięzca: 1983, 1990, 1992
- Arabski Puchar Zdobywców Pucharów:

zwycięzca: 1992, 1993, 1994